# Do Ji-han
Do Ji-han (hangul: 도지한, hancha: 都枝寒; ur. 24 września 1991 w Daejeon) – południowokoreański aktor. Do zadebiutował w 2009 roku w serialu telewizyjnym Gongjuga dol-awatda.

## Życie prywatne
Do rozpoczął swoją obowiązkową służbę wojskową jako żołnierz służby czynnej 24 grudnia 2018 roku. Pierwsze pięć tygodni podstawowego szkolenia przeszedł w 12 Dywizji Piechoty w prowincji Gangwon.

## Filmografia

### Filmy
| Rok  | Tytuł             | Rola                      |
| ---- | ----------------- | ------------------------- |
| 2011 | My Way            | Kim Jun-shik (nastolatek) |
| 2012 | Ius-saram         | Ahn Sang-yoon             |
| 2012 | The Tower         | Lee Sun-Woo               |
| 2015 | Wewnętrzne piękno | Woo-jin                   |
| 2016 | Musudan           | Choi Chul                 |

### Telewizja
| Rok  | Tytuł                             | Rola                | Stacja telewizyjna |
| ---- | --------------------------------- | ------------------- | ------------------ |
| 2009 | Gongjuga dol-awatda               | młody Na Bong-hee   | KBS2               |
| 2010 | Keuriseumaseue nun-i olkkayo?     | Park Jong-suk       | SBS                |
| 2010 | Geosang Kim Man-deok              | młody Jung Hong-soo | KBS1               |
| 2011 | Real School                       | Do Ji-han           | MBC Every 1        |
| 2012 | Geudae eobs-in mos-sar-a          | Kim Chi-do          | MBC                |
| 2013 | Don-ui hwashin                    | Kwon Hyuk           | SBS                |
| 2013 | Basketball                        | Kang San            | tvN                |
| 2015 | Widaehan iyagi – Ibsiui jeongseog | Oh Chan-young       | TV Chosun          |
| 2016 | Hwarang                           | Park Ban-ryu        | KBS2               |
| 2017 | Mugunghwa kkot-i pieotseubnida    | Cha Tae-jin         | KBS1               |

### Teledyski
| Rok  | Tytuł          | Artysta        |
| ---- | -------------- | -------------- |
| 2011 | "Piano Forest" | Bubble Sisters |
| 2013 | "1440"         | Huh Gak        |